# قشلاق محمد بيغ العليا (هير أردبيل)
قشلاق محمد بیغ العلیا (بالفارسية: قشلاق محمدبیگ علیا) هي منطقة سكنية تقع في إيران في قسم هير الريفي. يقدر عدد سكانها بـ 146 نسمة .